# Huis Henegouwen (Dordrecht)
Het Huis Henegouwen ("Frans:" Maison Hainault) is een monumentaal pand in het centrum van de stad Dordrecht, in de Nederlandse provincie Zuid-Holland. Het pand staat aan de Wijnstraat 155, aangrenzend met de Gravenstraat.

## Geschiedenis
De bouw van dit huis stamt uit de 15e eeuw. Het is door de eeuwen heen verder verbouwd, zoals in de 17e eeuw in Lodewijk XIV-stijl en in de 19e eeuw het gepleisterde werk. Als voorganger van dit huis stond er een grafelijke herberg waar de graven van Holland verbleven als ze in de stad waren. Op 29 juni 1284 wordt het huis voor het eerst vermeld in geschriften als "Brandenborg", met Willem uten Steenhuse als eerste uitbater genoemd. Het gerucht gaat dat Aleida van Avesnes, gravin van Henegouwen in dit pand in 1284 is overleden. In 1293 wordt het huis weer vermeld, als Floris V van Holland het pand koopt als grafelijk huis en het in leenbeheer geeft aan Richout van Noordeloos. Het huis is dan bekend als "Ricouts husinghe".
In 1352 werd het huis voor het eerst vermeld als "thuus te Heneghouwen". Op 5 mei 1389 verkocht Albrecht van Beieren het huis voor 1000 schilden aan de Dordtse edelman Lambrecht Koc Bruynzoon. Het huis werd in de 15e eeuw grotendeels afgebroken en opnieuw gebouwd tot het pand zoals het nu is.
Samen met de huizen "Leeuwenburg" en "Bleyenburg" maakte het deel uit van de bezittingen van de graaf in Dordrecht. De naam van het huis kan afkomstig zijn van de aldaar overleden Aleida van Henegouwen, maar haar zoon Jan II van Avesnes, graaf van Henegouwen was een belangrijk bemiddelaar in het Beleg van Dordrecht en werd daarna ook graaf van Holland door het vroegtijdig overlijden van Jan I van Holland. Het stadsbestuur van Dordrecht koos daarna die naam voor het huis Henegouwen als eerbetoon.
Tussen 1892 en 1902 werd het pand gebruikt als verpleeghuis voor de wat meer welgestelde medemens.